# Herbert Lehmann (Maler)
Gustav Johannes Herbert Lehmann  (* 26. Mai 1890 in Plauen bei Dresden; † 16. September 1945 in Bautzen) war ein deutscher Maler.

## Leben und Werk
Lehmann studierte von 1910 bis 1914 bei Eugen Bracht und Oskar Zwintscher an der Kunstakademie Dresden. 1914 unternahm er eine Reise nach Italien. Danach arbeitete er, unterbrochen durch die Teilnahme am Ersten Weltkrieg, als freier Künstler in Dresden. Dort hatte er von 1939 bis 1945 ein Atelier im Künstlerhaus Dresden-Loschwitz, Pillnitzer Landstraße 59.
In der Zeit des Nationalsozialismus war Lehmann u. a. Mitglied der Reichskammer der bildenden Künste und ab 1940 des Deutschen Künstlerverbands Dresden. Für den Zeitraum 1933 bis 1943 ist die Beteiligung an acht Ausstellungen belegt, darunter 1942 die Große Deutsche Kunstausstellung in München, 1941 und 1943 die Große Dresdner Kunstausstellung und 1943 die Kunstausstellung Gau Sachsen.
Nach dem Ende des Zweiten Weltkriegs wurde Lehmann 1945, offenbar wegen seiner Nähe zum Nazi-Regime, in das Speziallager Bautzen der Sowjetischen Militäradministration verbracht, wo er unter unbekannten Umständen zu Tode kam.

## Werke (Auswahl)
- Bauern beim Kartenspiel (vor 1930, Öl)[4]
- Königskerzen (Zeichnung; 1942 auf der Großen Deutschen Kunstausstellung)[5]

## Weitere Ausstellungen
- 1916: Dresden, Galerie Ernst Arnold („Zweite Ausstellung Dresdner Künstler die im Heeresdienst stehen“)
- 1924 und 1926: Berlin, Große Berliner Kunstausstellung
- 1930: Dresden, Brühlsche Terrasse („Dresdner Kunst 1930“)